# منطقة جوملا
جوملا رمزها «GU» (بالإنجليزية: Gumla)‏ ، هو تقسيم إداري لدولة الهند تتبع ولاية جهارخاند (بالإنجليزية: Jharkhand)‏ ، مركزها هو مدينة جوملا (بالإنجليزية: Gumla)‏ عدد سكانها حسب تعداد سنة 2001 هو 1,345,520 ، مساحتها 9,091 كم² وكثافة السكان 148 لكل كم² .